# Дунъань (Муданьцзян)
Дунъа́нь (кит. упр. 东安, пиньинь Dōng'ān, буквально: «Восточное спокойствие») — район городского подчинения городского округа Муданьцзян провинции Хэйлунцзян (КНР).

## История
Район Дунъань — это место, с которого начинался Муданьцзян: именно здесь в 1901 году начала работать станция Муданьцзян Китайской Восточной железной дороги. Постепенно станция обрастала улицами, а в 1937 году был официально образован город Муданьцзян, в котором были учреждены Центральный (中区), Южный (南区) и Промышленный (工场区) районы.
После Второй мировой войны был образован район Синьань (新安区), но так как названия «Синьань» и «Сиань» звучали очень похоже, то для того, чтобы не путать два соседних района, в 1947 году район Синьань был переименован в Дунъань.
В 1952 году Промышленный район и район Дунъань были объединены в Район № 2. В 1956 году деление города на районы было ликвидировано, но в 1958 году район Дунъань был восстановлен. В 1960 году районы были превращены в «народные коммуны», однако в 1962 году район Дунъань был восстановлен опять. В 1968 году район Дунъань был переименован в район Дунфэн (东风区). В начале 1970 года районы опять были преобразованы в «народные коммуны», но в конце года коммуны вновь были превращены в районы. В июне 1980 года район Дунфэн был переименован обратно в Дунъань.

## Административное деление
Район Дунъань делится на 4 уличных комитета и 1 посёлок.
| № | Название | Название (кит.) | Статус          | Население чел. (2010) | На карте                         |
| - | -------- | --------------- | --------------- | --------------------- | -------------------------------- |
| 1 | Синань   | 新安街道办事处  | уличный комитет | 52.064                | 44°34′50″ с. ш. 129°37′28″ в. д. |
| 2 | Синлун   | 兴隆街道办事处  | поселок         | 45.258                | 44°34′50″ с. ш. 129°37′28″ в. д. |
| 3 | Чаньгань | 长安街道办事处  | уличный комитет | 39.618                | 44°34′50″ с. ш. 129°37′28″ в. д. |
| 4 | Цисин    | 七星街道办事处  | уличный комитет | 39.496                | 44°34′50″ с. ш. 129°37′28″ в. д. |
| 5 | Усин     | 五星街道办事处  | уличный комитет | 23.724                | 44°34′50″ с. ш. 129°37′28″ в. д. |